# Lugal-kiniše-dudu
Lugal-kiniše-dudu (𒈗𒆠𒉌𒂠𒌌𒌌, lugal-ki-ni-še₃-du₇-du₇)  ali Lugal-kigine-dudu (𒈗𒆠𒁺𒉌𒌌𒌌, lugal-ki-gin-ne2-du₇-du₇) je bil kralj (ensi) Uruka in Ura, ki je vladal proti koncu 25. stoletja pr. n. št. Seznam sumerskih kraljev ga omenja kot drugega kralja dinastije po En-kakanka-ani in mu pripisuje fantastičnih 120 let vladanja.
Njegovi napisi kažejo, da je oblast nasledil od svojih predhodnikov, ker se je proglašal za kralja Ura in Kiša:
"Za Ana,  kralja vseh dežel, in Inano, gospodarico Eane. Lugalkiginnedudu, kralj Kiša.  Ko je Inana podelila Lugalkiginneduduju položaj enkija, mu je dovolila, da kraljuje tudi v Uruku in Uru."
— Napis Lugal-kiniše-duduja
Znani so številni fragmenti, na katerih je Lugal-kiniše-dudujevo ime. Večina fragmentov je bila odkrita v Nipurju in je zdaj shranjena v Muzeju arheologije in antropologije Univerze v Pensilvaniji.

Najpomembnejši dokument, v katerem je omenjeno njegovo ime, je glinast žebelj, odkrit v Girsuju, izdelan v spomin na zavezništvo, sklenjeno z Entemeno Lagaškim. Zapis je najstarejši znani mirovni sporazum, sklenjen med dvema kraljema:

Prva vrstica:

Dinanna-ra / Dlugal-e2-muš3-ra / en-mete-na / ensi2 / lagaški-ke4 / e2-muš3 e2 ki-ag2-ga2-ne-ne / mu-ne-du3 / KIBgunû mu-na-du11 / en-mete-na / lu2 e2-muš3 du3-a

Druga vrstica:

D-ra-ni / dšul-utul12-am6 / u4-ba en-mete-na / ensi2 / lagaški / lugal-ki-ne2-eš2-du7-du7 / ensi2 / unuki-bi / nam-šeš e-ak

Prva vrstica:

"Za Inano  / in Lugal-emuša / Enmetena / vladar / Lagaša, / E-muš, njihov ljubljeni tempelj / zgradil  / in ukazal (izdelati te) glinaste žeblje zanju. 
 / Enmetena, / ki je zgradil E-muš,"

Druga vrstica:

"njegov osebni bog / je Šul-utul.  / V tistem času (sta) Enmetena, / vladar / Lagaša, / in Lugal-kineš-dudu, / vladar / Uruka, / sklenila bratstvo."

— Sporazum o zavezništvu med Entemano in Lugal-kiniše-dudujem
Lugal-kineš-duduja je nasledil njegov sin Lugal-kisal-si (bere se tudi Lugaltarsi.

- Lugal-kisal-si, Lugal-kiniše-dudujev sin
- Ime "Lugal-kiniše-dudu" na Entemenovem žeblju  z mirovnim sporazumom,  Britanski muzej
- Rekonstruiran napis na Lugal-kigine-dudujevi vazi in nekaj fragmentov[13][14]
- Napis na vazi, ki se glasi: "Lugal-kiniše-dudu / Kralj Uruk< /Kralj Ura"